# Herguijuela
Herguijuela (extremadurai nyelven L'Agrijuela) település Spanyolországban, Cáceres tartományban. Herguijuela Santa Cruz de la Sierra, Trujillo, Madroñera, Garciaz és Conquista de la Sierra községekkel határos. Lakosainak száma 267 fő (2024).

## Népesség
A település népessége az elmúlt években az alábbi módon változott:
| Lakosok száma | 432  | 372  | 351  | 366  | 367  | 346  | 322  | 286  | 268  | 267  |
|               | 2001 | 2004 | 2006 | 2009 | 2011 | 2014 | 2016 | 2019 | 2021 | 2024 |